# Chilton, Durham
Chilton är en civil parish i Storbritannien.   Den ligger i kommunen Durham i riksdelen England, i den centrala delen av landet, 400 km norr om huvudstaden London. Antalet invånare är 3 908.